# アグロサウルス
アグロサウルス（Agrosaurus　「畑のトカゲ」の意味）は当初、オーストラリアで発見された三畳紀の原竜脚類のものと考えられた恐竜の属名である。オーストラリアで発見された最古の恐竜であるとされた。しかし、これは誤りであり化石は実際にはイギリスのブリストルで発見されたテコドントサウルスあるいはこれに類似した恐竜の化石であった。タイプ種はAgrosaurus macgillivrayi である。属名は古代ギリシャ語で「畑を」意味するagrosと「トカゲ」を意味するsaurosから「畑のトカゲ」の意味で発見場所にちなんだものである。

## 研究史
1844年、イギリスの探検隊のスループ艦HMS Flyのメンバー達によりクイーンズランド州のヨーク岬半島で脛骨、鉤爪、他の断片的な化石を収集した。最初のブロックは1879年に大英自然史博物館が購入したが、1891年まで研究されなかった。この年はハリー・シーリーがこの化石をAgrosaurus macgillivrayi と命名した年である。ブロックからの化石の剖出は1980年代後半に行われた。剖出の後、ラルフ・モルナーは1991年にこの化石が原竜脚類のマッソスポンディルスのものと類似していることに気づいた。Galton and Cluver (1976)ではアンキサウルスと近縁に見えるとされた。Vickers-Rich, Rich, McNamara and Milner (1999)ではアグロサウルスはThecodontosaurus antiquus と同義とみなし、大英自然史博物館の標本は誤ってラベルされたものだと主張した。Flyの航海日誌には記録されておらず、化石の産地を正確に同定することは困難である。原竜脚類が保存されていた母岩を調査した結果、ヨーク岬およびDurdham Downsと同じ年代であった。Durdham Downsはイングランドのブリストルにあるテコドントサウルスの化石が発見された地層のある場所である。比較してイングランドの地層である可能性のほうが高い。実際にこれ以前の1906年にフリードリヒ・フォン・ヒューネはこの化石の母岩に含まれる角礫岩ははブリストルのDurdham Downs近郊のものであることを強く暗示させると記載し、この種をThecodontosaurus macgillivrayi と改名している。ムカシトカゲ目の顎の化石はブリストルの三畳紀の地層で広範に発見されるトカゲのような爬虫類であるDiphyodontosaurus avonis と同定された。アグロサウルスはイギリスの標本が誤認識されたものであるというこの再解釈は後の研究でも受け入れられた。

## 特徴
わずかな化石から推測するとアグロサウルスは体長3 mほどで、典型的な原竜脚類様の概観である大きな胴体、長い首、小さな頭、鉤爪のある足といった特徴を持っていたようだ。他の原竜脚類と同様、後肢が長く四足歩行だけでなく二足歩行にも適していた可能性がある。草食もしくは雑食であったであろう。
アグロサウルスという名は一般的に疑問名あるいはテコドントサウルスのジュニアシノニムと考えられている。その可能性が高いものの、もしアグロサウルスがオーストラリアで発見されたものでないとすると、ジュラ紀中期のバジョース期から発見されているロエトサウルスやオズラプトル（Ozraptor）がオーストラリアから発見されている最古の恐竜になる。幸いにもこれらの恐竜については十分な記載が行われている。

## 参照
1. ↑  Galton, P.M., and Cluver, M.A. (1976). Anchisaurus capensis (Broom) and a revision of the Anchisauridae (Reptilia, Saurischia). Annals of the South African Museum 69(6):121-159.
2. ↑   Vickers-Rich, P., T.H. Rich, G.C. McNamara and A. Milner 1999 Agrosaurus: Australia's Oldest Dinosaur? Records of the Western Australian Museum Supplement No.57: 191-200
3. ↑  Weishampel, David B.; Barrett, Paul M.; Coria, Rodolfo A.; Le Loueff, Jean; Xu Xing; Zhao Xijin; Sahni, Ashok; Gomani, Elizabeth M.P.; and Noto, Christopher N. (2004). “Dinosaur distribution”. In Weishampel, David B.; Dodson, Peter; and Osmólska, Halszka (eds.). The Dinosauria (2nd ed.). Berkeley: University of California Press. pp. 517–606. ISBN 0-520-24209-2
4. ↑  Galton, Peter (2007). “Notes on the remains of archosaurian reptiles, mostly basal sauropodomorph dinosaurs, from the 1834 fissure fill (Rhaetian, Upper Triassic) at Clifton in Bristol, southwest England”. Revue de Paléobiologie 26 (2):  505–591.

- John A. Long, Dinosaurs of Australia and New Zealand, UNSW Press 1998